# Rohrmühle (Sparneck)

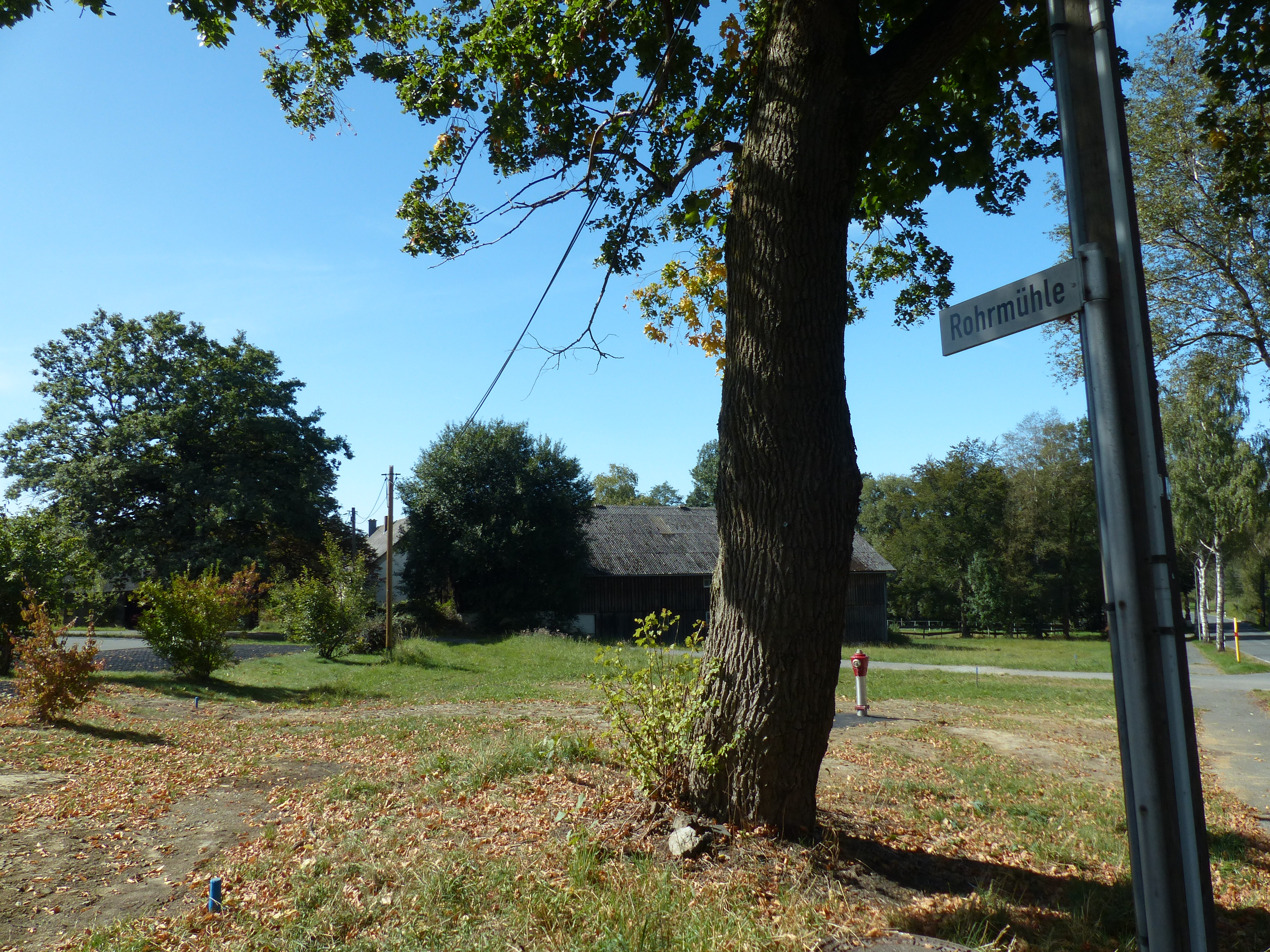
Straßenbezeichnung

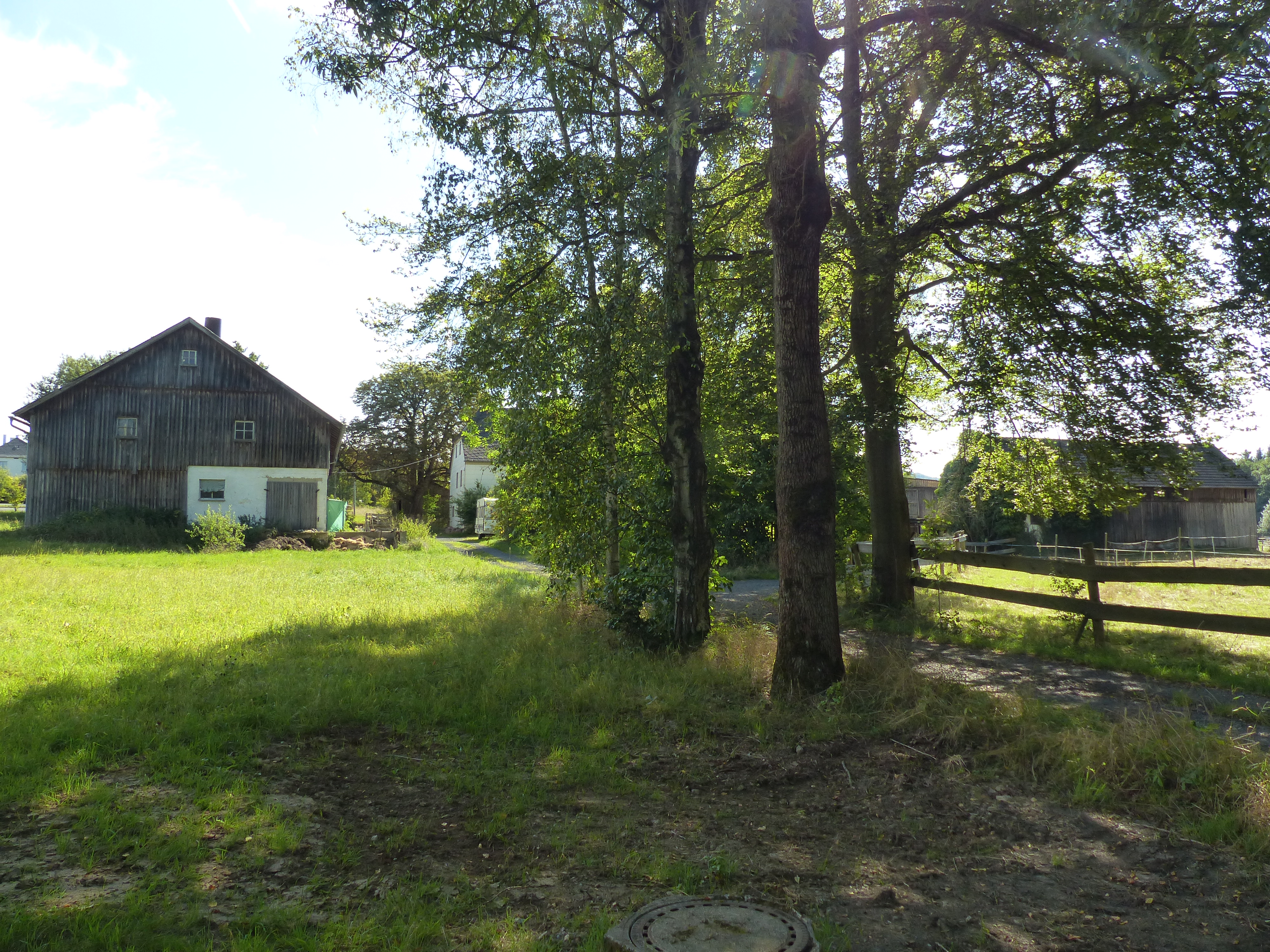
Heutige Gebäude des Gemeindeteils

Rohrmühle ist ein Gemeindeteil des Marktes Sparneck im Landkreis Hof (Oberfranken, Bayern). Rohrmühle liegt in der Gemarkung Sparneck.

## Geografie
Als Getreide- und Schneidmühle war die Rohrmühle eine Einzelsiedlung an der heutigen Kreisstraße HO 18 zwischen Stockenroth und dem Ortskern des Marktes Sparneck. Noch auf der Bayerischen Uraufnahme aus der Mitte des 19. Jahrhunderts ist die Lage der Mühle als Einzelsiedlung, ebenso wie die der angrenzenden Ziegelhütte, erkennbar. Vor allem durch Gewerbebetriebe ist Sparneck angewachsen, so dass der Gemeindeteil Rohrmühle an Sparnecks Ortsrand liegt.

## Geschichte
Die erste urkundliche Erwähnung der Mühle an der Saale war anlässlich der Hochzeit des Rohrmüllers Cunz Seuß am 15. April 1577.
Rohrmühle gehörte zur Realgemeinde Sparneck. Gegen Ende des 18. Jahrhunderts bestand Rohrmühle aus einem Anwesen. Die Hochgerichtsbarkeit stand dem bayreuthischen Amt Stockenroth zu. Das Kastenamt Stockenroth war Grundherr des halben Gutes mit Mahlmühle.
Von 1797 bis 1810 unterstand Rohrmühle dem Justiz- und Kammeramt Münchberg. Infolge des Ersten Gemeindeedikts wurde Rohrmühle dem 1812 gebildeten Steuerdistrikt Sparneck und der zugleich entstandenen Ruralgemeinde Sparneck zugeordnet.
Im Jahr 1806 gelangte die Mühle in den Besitz der Familie Dannhorn, die heute auf dem Gelände eine Werkstatt betreibt. Mit Leonard Dannhorn war die Mühle 1963 noch in Betrieb.

### Einwohnerentwicklung
| Jahr      | 1812  | 1819   | 1861   | 1871   | 1885   | 1900   | 1925   | 1950   | 1961   | 1970   | 1987  |
| Einwohner | *     | *      | 21     | 10     | 12     | 7      | 8      | 12     | 7      | 5      | 4     |
| Häuser    | *     |        |        |        | 1      | 1      | 1      | 1      | 1      |        | 1     |
| Quelle    | [ 8 ] | [ 11 ] | [ 12 ] | [ 13 ] | [ 14 ] | [ 15 ] | [ 16 ] | [ 17 ] | [ 18 ] | [ 19 ] | [ 1 ] |

## Religion
Rohrmühle ist bis heute nach St. Vitus (Sparneck) gepfarrt und evangelisch-lutherisch geprägt.